# Morca

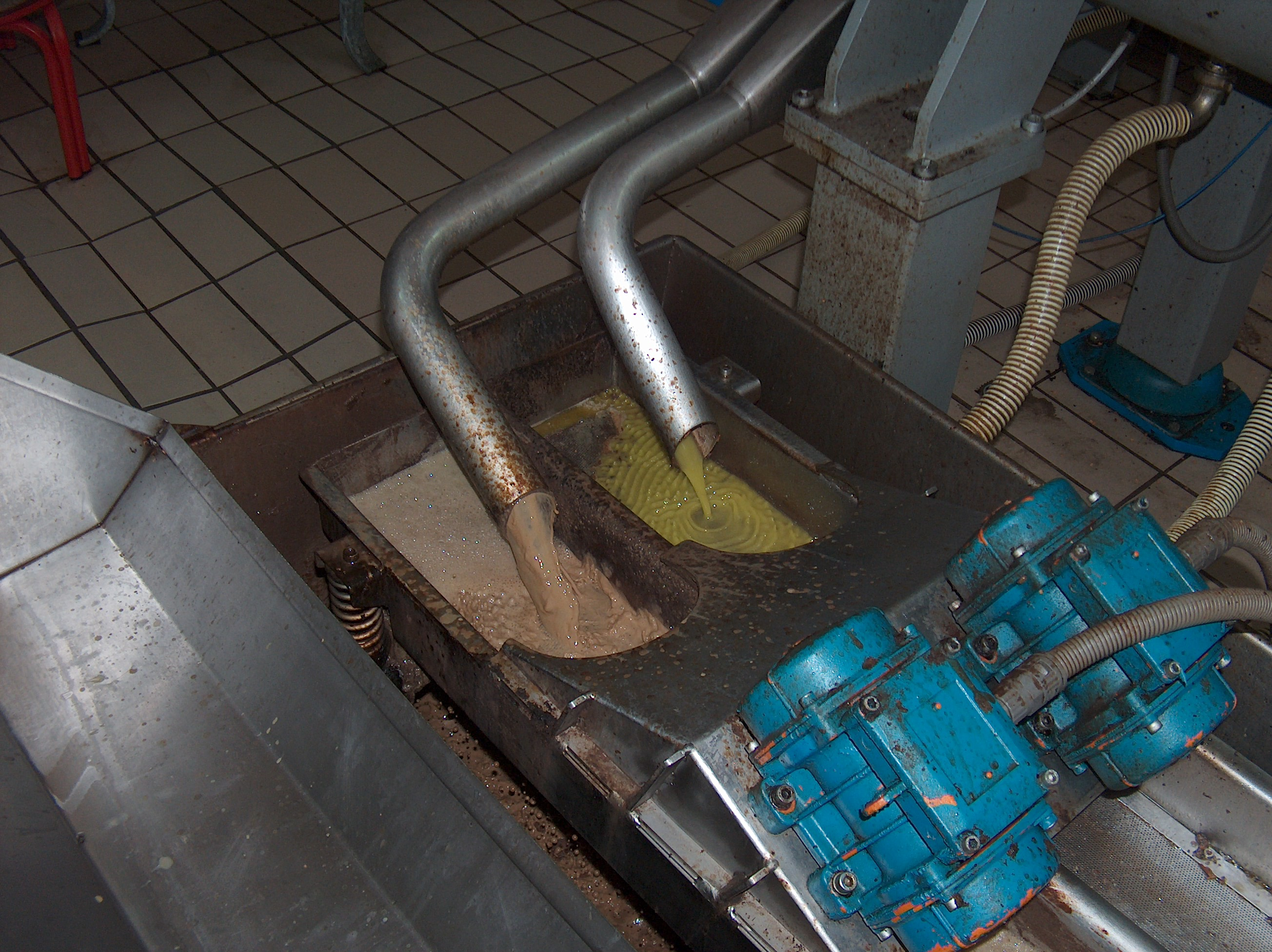
Les morques (a l'esquerra de la imatge) tenen en aquest cas, d'extracció centrífuga, un color rosat diferent de l'oli d'oliva (a la dreta) que és groc

La morca és el residu líquid o pasta que s'obté en l'extracció o molta de l'oli d'oliva. També es coneix com a oliassa o pasta (molla a Mallorca, molinada a Mallorca i l'Empordà). En definitiva, és el solatge de l'oli.
El formen l'aigua de la mateixa oliva i la que prové del rentatge de les olives o l'afegida durant el procés d'extracció. És de color negrenc vermellós, olor fètida, gust amargant i aspecte brillant, conté de mitjana 0,5 % d'oli en forma d'emulsió. Si es vessa directament als corrents d'aigua o a la terra és molt contaminant i de difícil degradació, car conté productes fenòlics que són de caràcter antibacterià i fitotòxic.

## Història
Històricament, la morca s'utilitzava amb nombrosos propòsits, tal com va descriure primer Cató el Vell a D'agricolia, i més tard per Plini el Vell. Cató esmenta els seus usos com a material de construcció (128), pesticida (91, 92, 96, 98), herbicida (91, 129), suplement dietètic per a bous (103) i arbres (36, 93), conservant d'aliments (99, 93). 101), com a producte de manteniment de cuir (97), recipient de bronze (98) i gerros (100), i com a tractament de llenya per evitar fums (130).